# Ley Orgánica sobre el derecho de las mujeres a una vida libre de violencia
La Ley Orgánica sobre el Derecho de las Mujeres a una Vida Libre de Violencia está vigente en Venezuela desde su aprobación en la Gaceta Oficial N.º 38.668 Extraordinario, del 23 de abril de 2007. Fue reformada mediante Gaceta Oficial N.º 40.548, de fecha 25 de noviembre de 2014, para incluir el delito de femicidio y de inducción o ayuda al suicidio.

## Ley
La ley establece que la violencia contra las mujeres comprende todo acto sexista que tenga o pueda tener como resultado un daño o sufrimiento físico, sexual, psicológico, emocional, laboral, económico o patrimonial; la coacción o la privación arbitraria de la libertad, así como la amenaza de ejecutar tales actos, tanto si se producen en el ámbito público como en el privado.
Consta de ciento veinte y seis (126) artículos organizados en nueve (9) capítulos. Un espacio para disposiciones transitorias con un total de siete (7), una disposición derogatoria a la Ley Sobre la Violencia contra la Mujer y la Familia de fecha de septiembre de 1998 y una única disposición final con la fecha de publicación y entrada en vigencia de la misma.
La ley ataca directamente la discriminación de género abordando la situación del maltrato a las mujeres como un problema de salud pública. Establece una completa estructura legal que modificó sustancialmente todas las concepciones jurídicas tradicionales en las que se detectó que no hay una justa igualdad de género. Esta ley orgánica derogó la Ley Sobre la Violencia contra la Mujer y la Familia aprobada en septiembre de 1998.